# Ogyrididae
Ogyrididae is een familie van kreeftachtigen uit de klasse van de Malacostraca (hogere kreeftachtigen).

## Geslacht
- Ogyrides Stebbing, 1914